# لطفي براهم
لطفي إبراهم، ولد في 5 نوفمبر 1962 في سوسة، هو عميد في الحرس الوطني وسياسي تونسي، شغل منصب وزير الداخلية في حكومة يوسف الشاهد بين 12 سبتمبر 2017 و6 يونيو 2018.

## السيرة الذاتية
تخرج لطفي براهم من الأكاديمية العسكرية بفندق الجديد (شعبة الحقوق)، وتحصل على مؤهل القيادة الوظيفية من المدرسة العليا لقوات الأمن الداخلي. 

كان لطفي براهم ممثل تونس لدى رابطة قوات الشرطة والدرك الأوروبية والمتوسطية ذات الوضع العسكري (FIEP). من جهة أخرى، شغل عضوية العديد من الهيئات: اللجنة الوطنية لمجابهة الكوارث، المجلس الوطني للسلامة المرورية، المجلس الإداري للديوان الوطني للحماية المدنية، كما كان رئيس المجلس الإداري لتعاونية موظفي الحرس الوطني والحماية المدنية. 

عين سنة 2011 مديرا لإدارة الأمن العمومي، قبل أن يصبح في 2012 المدير العام للمرصد الوطني للإعلام والتكوين والتوثيق والدراسات حول سلامة المرور. عين في 2 مايو 2015 في منصب آمر الحرس الوطني، وكان يحمل رتبة عميد. 

في 6 سبتمبر 2017، عينه يوسف الشاهد في منصب وزير الداخلية في حكومته، وأعطاه مجلس النواب الشعب ثقته في 11 سبتمبر، ثم أدى اليمين من الغد. أعفي من مهامه في 6 يونيو 2018 إثر حادثة غرق قارب مهاجرين بقرقنة 2018.

### اتهامه بتدبير «محاولة إنقلابية»
كشف موقع «موند أفريك» الفرنسي عن مؤامرة «مزعومة» لتنفيذ انقلاب ضد الرئيس الباجي قائد السبسي، خطط لها وزير الداخلية المقال لطفي براهم، بالتعاون مع الإمارات. مما جعل وزارة الداخلية التونسية تفتح تحقيقا في كل المعلومات المتعلقة بالموضوع، فيما تظاهر عشرات المواطنين ضد أبو ظبي ودعوا لطرد سفيرها.
قال الصحفي الفرنسي نيكولا بو، رئيس موقع موند أفريك، إن لطفي براهم كان سيطالب بتعويض قدره نصف مليون يورو من الموقع بعد نشره مقال عنه، يتهمه بإقامة علاقات مع مسؤولين أجانب وأنه كان يخطط لانقلاب عسكري. وذلك بعد لجوء براهم للقضاء الفرنسي لنفي تصريحات الموقع. لكن محكمة فرنسية قضت في 21 يونيو 2019 برفض الدعوى التي تقدم بها الوزير السابق لطفي براهم ضد موقع «موند أفريك».
ومع ذلك اتهم الموقع الإخباري الفرنسي، محامي الوزير السابق بقيادة حملة تشهير ضد «موند أفريك» على شبكات التواصل الاجتماعي، وذلك بعد اتهام الموقع بتلقي تمويلات من دولة قطر تقدر بحوالي 700 ألف يورو وهو ما نفاه الموقع ورئيسه نيكولا بو.

## الحياة الخاصة
لطفي براهم متزوج وأب لثلاثة أبناء.